# Deres Kornélia
Deres Kornélia (Miskolc, 1987) költő, író, színháztörténész, szerkesztő, az Eötvös Loránd Tudományegyetem oktatója.

## Életrajz
Miskolcon, a Herman Ottó Gimnáziumban érettségizett 2005-ben. Egyetemi tanulmányait az Eötvös Loránd Tudományegyetem Bölcsészettudományi Karának magyar, angol és tanár szakjain, valamint színháztudomány programján végezte 2005–2011 között. 2006-tól 2009-es megszűnéséig tagja volt a Telep Csoportnak. A 2007–2009 között működő Puskin Utcának, az ELTE BTK művészeti folyóiratának alapítószerkesztője.
2011-től az ELTE Irodalomtudományi Doktori Iskola Összehasonlító Irodalomtudomány programjának ösztöndíjas hallgatója (programvezető: Szegedy-Maszák Mihály). 2015 februárjában doktori fokozatot szerez (PhD, summa cum laude), doktori kutatási területe a kortárs színház, a technológiai médiumok és az intermedialitás kapcsolódási pontjai. 2015-2018 között a Károli Gáspár Református Egyetem adjunktusa, ahol magyar és angol nyelvű színháztörténeti, színházelméleti és írásgyakorlati kurzusokat tartott.
2017-től az Eötvös Loránd Tudományegyetem Összehasonlító Irodalom- és Kultúratudomány Tanszékének oktatója, ahol angol és magyar nyelvű drámatörténeti, színháztörténeti és színházelméleti előadásokat és szemináriumokat tart, valamint közreműködött a színháztudomány mesterképzés elindításában. Emellett volt az Universität Wien vendégelőadója, majd az Universität zu Köln Humboldt-ösztöndíjas kutatója és a Central European University posztdoktori ösztöndíjas kutatója.
2003 óta publikál verseket, szépprózát, esszéket, tanulmányokat, kritikákat, többek között az alábbi lapokban: Alföld, Asymptote, Bárka, Csillagszálló, Denver Quarterly, Élet és Irodalom, Eurolitkrant, Ex Symposion, Faultline, Global Performance Studies, Hévíz, Híd, Hitel, HLO, Holmi, Irodalmi Jelen, Irodalmi Szemle, Irodalomtörténet, Iskolakultúra, Jelenkor, Kortárs, Korunk, Kalligram, KULTer.hu, Literatura, Magyar Napló, Magyar Narancs, Műút, Negyed, New Theatre Quarterly, Prae, Prae.hu, Revizoronline.hu, Rost, Sierre Nevada Review, Spanyolnátha, Symbolon, Symposion, Szép Szó, SZIF Online, Színház, Szinhaz.net, Tánctudományi Tanulmányok, Tempevölgy, Thetare Research International , Theatron, Theatralia, The Literary Review, Archiválva 2021. december 18-i dátummal a Wayback Machine-ben Tiszatáj, Új Forrás, Új Holnap, Új Nautilus, Várad, Vasárnapi Hírek, Zempléni Múzsa, 7ora7.
Verseit eddig angol, német, cseh, szerb, szlovén, horvát, lengyel, román és bolgár nyelvre fordították le. Első verseskötete Szőrapa címmel a JAK-füzetek 167. darabjaként jelent meg 2011-ben, melyért Makói Medáliák-díjban részesült. 2011-ben elnyerte a Móricz Zsigmond irodalmi ösztöndíjat. 2013-ban a DAAD (Deutscher Akademische Austauschdienst) fiatal kutatói ösztöndíjasaként több hónapot tölt Kölnben, s a Schloss Wahn színházi archívumában kutat Archiválva 2021. március 7-i dátummal a Wayback Machine-ben. 2014-ben a Visegrad Literary Residency Program keretei között 3 hónapot tölt Prágában. Első színházelméleti monográfiája Képkalapács. Színház, technológia, intermedialitás címmel a JAK-füzetek 204. köteteként jelent meg 2016-ban, melyért elnyerte a KRE Év Publikációja díját. Mindkét könyv a József Attila Kör és a Prae Kiadó gondozásában jelent meg. 2017 szeptemberében jelent meg második verseskötete Bábhasadás címen, a Jelenkor Kiadónál. 2018-ban pedig megjelenik első mesekönyve a Babilon Kiadónál, az Emma és Elefánt. Köteteinek szerkesztője Pollágh Péter. 2020-ban elnyerte az Alexander von Humboldt kutatói ösztöndíjat, 2021-ben a CEU IAS Junior Core kutatói ösztöndíjat, valamint a Bolyai János Kutatási Ösztöndíjat. Második tanulmánykötete Besúgó Rómeó, meglékelt Yorick címen 2022-ben jelent meg a Kronosz Kiadónál. BOX című harmadik verseskötete szintén 2022-ben jelent meg a Jelenkor Kiadónál. 2022-ben ELTE Ígéretes Kutatója díjjal, 2023-ban Baumgarten-emlékjutalommal tüntetik ki.
2011 és 2017 között a József Attila Kör (JAK) felolvasó-színházi sorozatainak gazdája és a JAK drámaantológiáinak szerkesztője, 2016 óta a SzínText nevű színházi könyvsorozat alapítója és szerkesztője Herczog Noémivel közösen. 2017 januárjában a Független Mentorhálózat alapító tagja, 2017 őszétől a JAK Líraműhely, későbbi nevén Amper Műhely vezetője. 2017-től a kecskeméti ifjúsági táborban meghívott előadó, 2018-tól a Hajdúböszörményi Írótáborban líracsoportot vezet. 2019-2021 között a Rakpart 3 színházi íróműhely egyik vezetője a Szkéné Színházban. 2019-től a Biztonságos terek projekt munkatársa. 2019-től a Negyed irodalmi folyóirat szerkesztője, 2020-2021 között a KULTer.hu szépirodalom rovatának szerkesztője, 2021-ben a KULTköltészetnap online versfesztivál kitalálója. 2020-tól a Petri-díj jelölő bizottságának, 2023-tól kuratóriumának tagja. 2021-2023 között a Szépíró-díj kuratóriumának tagja.
2009-ben az Internationales Literaturfestival Berlin, 2010-ben a European Borderlands – Literature on the road (Belgrade-Pécs) fesztivál, 2011-ben a Sínbusz Kultúrcsempész Fesztivál (Szeged-Szabadka) résztvevője. 2015-ben és 2016-ban a Prágai Magyar Intézet költészeti fesztiváljának meghívottja. 2020-ban a European Poetry Festival (London) vendége, 2021-ben az Amerikai Magyar Könyvtár HALTalk című műsorának, valamint a Poets of the East rádióműsornak a vendége. 2022-ben és 2023-ban ismét meghívást kap a European Poetry Festivalra, amelynek keretében Londonban és Yorkban mutat be költészeti performanszokat.

## Művei

### Könyvek
- Besúgó Rómeó, meglékelt Yorick: Dokumentumszínház, újrajátszás és az archívumok felnyitása (Kronosz, tudományos monográfia, 2022)
- BOX (Jelenkor, versek, 2022)
- Emma és Elefánt (Tessloff-Babilon, mese, 2018)
- Bábhasadás (Jelenkor, versek, 2017)
- Képkalapács. Színház, technológia, intermedialitás (JAK-Prae, színházelméleti monográfia, 2016)
- Szőrapa (JAK-Prae, versek, 2011)

### Antológiák
- 2023 Felhajtóerő (versek, Jelenkor - Vates)
- 2022 Der Osten leuchtet: Poetische Töne aus Europa (versek, Axel Dielmann Verlag)
- 2022 Szép versek (versek, Magvető Kiadó)
- 2021 Către saturn, înot – tineri poeți din Ungaria [Fiatal magyar költők román nyelvű antológiája] (versek, Max Blecher)
- 2020-2021 Szép versek (versek, Magvető Kiadó)
- 2019 extrodæsia – Enciklopédia egy emberközpontúságot meghaladó világhoz (versek, Typotex)
- 2019 Szép versek (versek, Magvető Kiadó)
- 2019 Dies wird die Hypnose des Jahrhunderts. Ungarische Lyrik der Gegenwart [Ez lesz az évszázad hipnózisa. Mai magyar költészet] (versek, Klak Verlag)
- 2018 Szép versek (versek, Magvető Kiadó)
- 2017 Szívlapát (versek, Tilos az Á)
- 2017 Szép versek (versek, Magvető Kiadó)
- 2016 Szép versek (versek, Magvető Kiadó)
- 2015 Wagner úr kezdheti varrni a gombot (versek, Spanyolnátha)
- 2013 Szép versek (versek, Magvető Kiadó)
- 2012 Szép versek (versek, Magvető Kiadó)
- 2011 Szép versek (versek, Magvető Kiadó)
- 2009 Telep-antológia (versek, Scolar Kiadó)

### Film
- 2020 The Hungarian Vacuum: a poetry film (The European Poetry Festival & Hungarian Cultural Centre London)

## Interjúk, beszélgetések
- Deres Kornélia: A megalkuvásra szocializált ember piszoárszabadságban él, Könyves Magazin, 2024. február 6.
- Lázadás: önvédelem - Deres Kornéliával a BOX-ról (készítette: Marik Noémi), Népszava, 2022. október 1.
- "A konformitás a kultúra halála" (készítette: Ayhan Gökhan), 168 Óra, 2022. július 28.
- Lehetőségek tere: Interjú a Hajdúböszörményi Írótábor négy iskolavezetőjével (készítette: Pászti-Lénárt Flóra), KULTer.hu, 2022. július 24.
- "Nem számítanak már a képzelt vagy valós elvárások" (készítette: Kazsimér Soma), Litera, 2022. április 20.
- HÍR-es visszatérők: Interjú a X. Hajdúböszörményi Írótábor iskolavezetőivel (készítette: Kovács Zsófia), KULTer.hu, 2021. július 11.
- Határátlépések, női írók és az abúzus, Ms Columbo Live! 2021. június 19.
- PASZT: Etikai kódex a színházakban, Partizán, 2021. június 3.
- Hálózatok hete – Nyelv, költészet, hálózatok: Deres Kornélia és Závada Péter (készítette: Ott Anna), 2021. május 30.
- Együtt mindig több a kreativitás és lendület… (készítette: Pánczél András), Tiszatáj, 2021. február 10.
- „Az interdiszciplinaritás evidens jelenléte” – interjú az induló ELTE Színháztudomány mesterszakról (készítette: Szilák Flóra), ELTE Online, 2021. jan. 15.
- Hogy vagy? Interjú Deres Kornéliával (készítette: Martzy Réka), ELTE Online, 2020. dec. 10.
- Körkérdés a karanténszínházról: Deres Kornélia (készítette: Bakk Ágnes Karolina), Játéktér, 2020. szeptember 11.
- „A néző menjen el a színházig, vagy a színház menjen el a nézőig?” (készítette: Dézsi Fruzsina), Dunszt, 2020. július 27.
- A lelkesedés címszava (készítette: Juhász Tibor), Kulter, 2019. augusztus 11.
- Villanókék vagy vérpiros (készítette: Bende Tamás), Ambroozia, 2018/5.
- Deres Kornélia: Kísérleti időutazókként cikázunk múlt és jövő között Archiválva 2018. február 9-i dátummal a Wayback Machine-ben, (készítette: Rostás Eni), Könyves Blog, 2018. február 2.
- Radikális krízisoldásért, Prae.hu, 2017. 12. 31.
- Mint egy megrögzött felfedező: várom az újabb kalandot (készítette: Ayhan Gökhan), SZIF Online, 2017. 11. 18.
- Mi történik, amikor az átalakulás már biztos (készítette: Gut Dóra), Contextus.hu, 2017.11.08.
- A Bábhasadás egy végtelenül türelmes kötet (készítette: Seres Lili Hanna), Litera.hu, 2017.11.07.
- Lakatlan szigetre fejszét vinnék, nem könyvet Archiválva 2018. január 3-i dátummal a Wayback Machine-ben, Sorvezető, Könyves Magazin, 2017/4
- Verses interjú Deres Kornéliával (készítette: Janáky Marianna), Tiszatáj Online, 2015. június 12.
- Maszkos városokban (készítette: Pataky Adrienn), Kortárs Online, 2015. március 30.
- Helyet hagyni a meglepőnek (készítette: Izsó Zita), Centrifuga Blog, Fem-X sorozat, 2014. 09. 29.
- U35: Deres Kornélia Archiválva 2017. szeptember 18-i dátummal a Wayback Machine-ben (készítette: Vass Norbert), KönyvesBlog, 2014.04.11.
- Add ide a drámád! – interjú két 'darab csalogatóval' (Interjú Deres Kornéliával és Herczog Noémivel, készítette: Hercsel Adél), Szinhaz.hu, 2013.03.17.
- „a hatalmas sós víztömeg kimossa a rosszat” (készítette: Orcsik Roland), Tiszatáj Online, 2012. 04. 14.
- Bejárat az üvegházba (készítette: Berta Ádám), Prae.hu, 2008.09.01.
- Időt hagyni (készítette: Urfi Péter), Kalligram, 2007. november

## Díjak, ösztöndíjak
- Baumgarten-jutalom (2023)
- Az ELTE Ígéretes Kutatója (2022)
- Bolyai János Kutatási Ösztöndíj (2021-2025)
- CEU IAS Junior Core Fellowship (2021-2022)
- Alexander von Humboldt Postdoctoral Research Fellowship (2020-2021)
- Visegrad Irodalmi Rezidencia (2018)
- Visegrad – OSA Research Fellowship (2018)
- KRE Év Publikációja Díj (2017)
- Visegrád Irodalmi Ösztöndíj (2014)
- DAAD fiatal kutatói ösztöndíj (2013)
- Makói Medáliák-díj (2012)
- Móricz Zsigmond irodalmi ösztöndíj (2011)

## Recenziók, tudósítások
- Csehy Zoltán: Emlékhagyás, Sztaffázs, Uszonynosztalgia, Műút, 2022/86, 91-92.
- Gajdó Tamás: Színházi múlt – színházi jelen, Élet és Irodalom, 2022. szeptember 30.
- Al-Farman Petra: A valóság szerkeszthetősége, Prae.hu, 2022. szeptember 22.
- Bereti Gábor: Dobozban élő versfények, Tiszatáj, 2022. szeptember, 96-99.
- Taródi Luca: Visszabábozni a tudatelőttit, Szépirodalmi Figyelő, 2022/3, 97-101. o.
- Stermeczky Zsolt: Változtatni nem gyilkosság, Litera.hu, 2022. 07. 30.
- Kácsor Zsolt: Hol a vészkijárat, Könyvterasz, 2022.07.21.
- Forgách Kinga: Ex Libris, Élet és Irodalom, 2022. június 10.
- Závada Péter: Termékeny düh, Alföld Online, 2022. május 6.
- Stermeczky Zsolt: Három kötet másfél órában, Prae.hu, 2022. április 21.
- Kántor Zsolt: Egy versről – Deres Kornélia Kötődési rendek című verséről, Holdkatlan, 2021/5
- Smid Róbert: Stratégiák és billogok az új komolyság és az antropológiai posztmodern tengelyén – avagy a fiatal líráról szóló értekező beszédmódok erővonalai 2018-ban, Bárka, 2019/1.
- 2018 KULTkölteményei TOP10, Kulter.hu, 2019. január 3.
- Smid Róbert: Vándorló könyvespolc 26., SZIF Online
- Branczeiz Anna: Ex libris, Élet és Irodalom, LXII. évf. 38. sz., 2018. szeptember 21.
- Kupihár Rebeka: Évadnyitó Késelés Deres Kornéliával és Szabó Marcellel Archiválva 2019. június 20-i dátummal a Wayback Machine-ben, Helikon, 2018. szeptember 20.
- Nagy Kinga: A báb szétfeszíti burkát (Deres Kornélia: Bábhasadás), Apokrif, 2018/3.
- Gondos Mária Magdolna: A lélegzetelállításról, Alföld, 2018/5, 124-127.
- Szilasi Flóra: Irodalom és fauna, Litera.hu, 2018. június 9.
- Lapis József: Ex libris, Élet és Irodalom, 2018. május 4.
- Bedecs László: Ex libris, Élet és Irodalom, 2018. április 6.
- Szabó Csanád: Szövegaláfestő: József Attila tudja, mi a rock'n'roll, Contextus.hu, 2018. március 17.
- Barna Péter: Hasad és változik, Élet és Irodalom, 2018. március 2.
- Lajtos Nóra: Egy lélekszike koreográfiája, Litera, 2018. február 24.
- Oroszlán Anikó: Médiumok hálójában (Deres Kornélia: Képkalapács. Színház, technológia, intermedialitás), Tiszatáj, 2018. február
- Visy Beatrix: Vesztegzár a Barázda Hotelben, Műút, 2018/65.
- Pandur Petra: Deres Kornélia: Képkalapács. Színház, technológia, intermedialitás, BUKSZ, 2017/ősz-tél
- Visy Beatrix: 2017 KULT verseskönyvei (Top 10), Kulter.hu, 2017. december 28.
- Minimum tizenegyes! A Magyar Narancs irodalmi sikerlistája, XXIX. évf. 49. szám, Könyvmelléklet II-IV.
- Szántó Kamilla: Személyre szabott túlélés – Deres Kornélia: Bábhasadás, ELTE Online, 2017. december 8.
- Sebestyén Ádám: Fehér foltokon át, Ambroozia, 2017/4.
- Hermann Zoltán: A tévedés öröme, Élet és Irodalom, XI. évfolyam, 46. szám
- Penge. Agyvízfürdő (recenzió a Bábhasadás című verseskötetről), Új Szó, 2017. október 19.
- Nagy Hilda: A többirányú figyelemtől a nézői szerepvállalásig, Korunk, 2017. október, 122-124.
- Demeter Kata: Kép(let)ek kortárs színházra, Játéktér, V. évf. 2. sz., 2017. nyár, 56-57.
- Ungvári Zrínyi Ildikó: Kocogtat, suhint, Színház folyóirat, L. évf. 7. szám, 2017. július, 63-64.
- Lakó Zsigmond: Médiumok játéka, avagy betekintés az ötödik fal mögé, SZIF Online, 2017. június 12.
- Lapis József: A néma K In: Turista és zarándok. Esszék és tanulmányok Kemény Istvánról (szerk. Balajthy Ágnes – Borsik Miklós), JAK-Prae, 2016, 257. (253-266.)
- Benedek Anna: Kemény zakója In: Turista és zarándok. Esszék és tanulmányok Kemény Istvánról (szerk. Balajthy Ágnes – Borsik Miklós), JAK-Prae, 2016, 251. (228-252.)
- Csehy Zoltán: A poszthumántól az alternatív rítusig, Parnasszus, 2015. nyár, XXI. évf. 2. sz., 13. (6-25.)
- Lapis József: Líra 2.0. Közelítések a kortárs magyar költészethez, JAK-füzetek, 2014, 39-41.
- Orbán Jolán: Mintákba rejtve, Irodalmi Centrifuga, 2014. október 3.
- Fenyvesi Orsolya: Aki emlékszik a másik gyerekkorára, Irodalmi Centrifuga, 2014. szeptember 26.
- Bíró-Balogh Tamás: A lehetséges apa mítosza (Laudáció a Makói Medáliák-díjátadó alkalmából), Prae.hu, 2012. április 17.
- Bartha Ádám: Az apákról jót vagy semmit, Tiszatáj Online, 2012. június 21.
- Lázár Bence András: A feszültség nyelve, Tiszatáj, 2012. május
- Kántás Balázs: Az apa metamorfózisai, Új Forrás, 2012. március
- kkl: Deres Kornélia: Szőrapa, Magyar Narancs, visszhang, 2012. február 23.
- Baranyi Gergely: „Ilyen álemlékekből épült a gyerekkor”, Kulter.hu, 2012. 02. 04.
- Mollnár Illés: Az üvegház góleme, Prae.hu, 2012.01.28.
- Bedi Kata: "Két mondat közt", Palócföld, 2011. 5-6. sz.
- Horváth Györgyi: Túl vagyok rajtad, szőrszülött?, Élet és Irodalom, 2011. november 4.
- Darabos Enikő: Ébredés előtt, Műút, 2011. október, 2011/29.
- Nagypál István: Apa keze van ebben is Archiválva 2017. augusztus 7-i dátummal a Wayback Machine-ben, FÉL Online, 2011. 10. 10.
- Farkas Daniella: Repedések az üvegház falán, Irodalmi Jelen Online, 2011. 10. 09.
- Szalay Zoltán: Elnyomatások, megaláztatások, újrakezdések, Irodalmi Szemle, 2011. augusztus
- Sántha József: A magyar Sylvia Plath, Revizoronline.hu, 2011.08.09.
- Kassai Zsigmond: Értelmet adni az apának – elemi költészettel, Magyar Hírlap online, 2011.07.26.
- Hoványi Márton: „Elromlani milyen”, Bárka, 2010/1.
- Ambrus Judit: Műszereket beültetni az emberi testbe, Népszava, 2009. október 3.
- Borbély Szilárd: A Telep valami mása, Kalligram, 2009. június
- Rácz Péter: Ex libris, Élet és Irodalom, 2009/30.
- Kemény István: Az apa mint gólem (Deres Kornélia költészetéről), Litera.hu, 2008. január
- Bodor Béla: Deres Kornélia (A Telep csoport költőiről), Kalligram, 2007. november

## Szervezeti tagságai
- European Shakespeare Research Association (ESRA)
- Magyar Írószövetség
- Magyar Shakespeare Bizottság
- MTA Színház- és Filmtudományi Bizottság
- Szépírók Társasága
- MTA Köztestület
- International Federation for Theatre Research
- Fiatal Írók Szövetsége
- Színházi Kritikusok Céhe
- József Attila Kör